# USS Henley (DD-391)
DD 391 Henley (Корабль соединённых штатов Хэнли) — американский эсминец типа Бэгли.
Заложен на верфи Mare Island Navy Yard 28 октября 1935 года. Спущен 12 января 1937 года, вступил в строй 14 августа 1937 года.
3 октября 1943 года потоплен японской подводной лодкой «Rо-108» в гавани Финч на Новой Гвинее.
Из состава ВМС США исключён 16 ноября 1943 года.